# キアリンゴサウルス
キアリンゴサウルス（Chialingosaurus　「嘉陵（Chialing）のトカゲ」の意味）はジュラ紀後期に現在の中国に生息したケントロサウルスに似た剣竜類恐竜の属の一つである。化石は中国四川省の上部沙溪廟層で発見されている。既知では最古の剣竜類の一つであり、1億6000万年前に生息していた。草食動物であり、生息当時に繁栄していたソテツ類やシダ類を食べていたと考えられる。属名は中国南部を流れる嘉陵江に由来している。成体では体長4m、150kgほどの大きさで、後の時代の剣竜類より小さかった。

## 発見と種
キアリンゴサウルスは1957年に四川省、渠県で地質学者の關により収集された。化石は発見当時、非常に不完全で、幼体のものであったものの、1959年に古生物学者楊鍾健により命名された。1969年にRodney Steelはキアリンゴサウルスが他の剣竜類の初期の祖先である可能性があるとしているが、判断は難しい。Chialingosaurus kuaniのタイプ標本は現在知られている唯一の部分標本で、1978年に重慶市博物館の趙喜進により最初の標本の補足が行われている。

## 参照
- Dong Zhiming (1992). Dinosaurian Faunas of China. China Ocean Press, Beijing. ISBN 3-540-52084-8

1. ↑  Maidment, Susannah C.R.; Guangbiao Wei (2006). “A review of the Late Jurassic stegosaurs (Dinosauria, Stegosauria) from the People's Republic of China”. Geological Magazine 143 (5):  621–634. doi:10.1017/S0016756806002500 2008年6月29日閲覧。.